# Волков, Александр Николаевич (футболист, 1963)
Александр Николаевич Волков (род. 11 февраля 1963) — советский и узбекистанский футболист, защитник, полузащитник.
Начинал играть в дубле московского «Торпедо» в 1980 году. 28 августа 1982 года в составе ташкентского «Пахтакора» в матче против «Торпедо» Кутаиси (1:3) дебютировал в чемпионате СССР. В 1984 году вместе с командой вылетел в первую лигу, в высшей лиге сыграл 35 матчей. В 1986 году провёл 7 игр во второй лиге за «Динамо» Самарканд и одну за «Металлург» Запорожье в первой лиге. В 1987—1988 годах выступал во второй лиге за «Трактор» Ташкент, в 1989 — в чемпионате Узбекской ССР за «Нурафшон» Бухара. В 1990—1991 годах во второй низшей лиге играл за «Химик» / «Кимёгар» Алмалык.
После распада СССР выступал за клубы Узбекистана «Навруз» Андижан (1992), «Алмалык» (1993), «Гулистан» (1994), «Семург» Ангрен (2000), «Кызылкум» Зарафшан (2001). В 1995—2000 годах — игрок турецкого клуба «Зейтинбурнуспор».